# تشارلز كيك
تشارلز كيك (بالإنجليزية: Charles Keck)‏ هو فنان أمريكي، ولد في 9 سبتمبر 1875 في نيويورك في الولايات المتحدة، وتوفي بنفس المكان في 23 أبريل 1951.

## وصلات خارجية
- تشارلز كيك على موقع أوليمبيديا (الإنجليزية)